# دیک فازبری

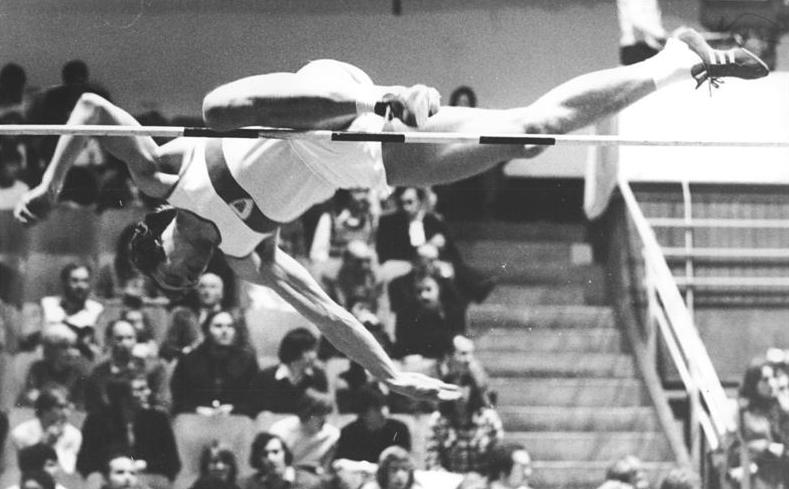
یک ورزشکار در حال عبور از مانع با تکنیک قیچی، اولین تکنیکی که فازبری آموخت

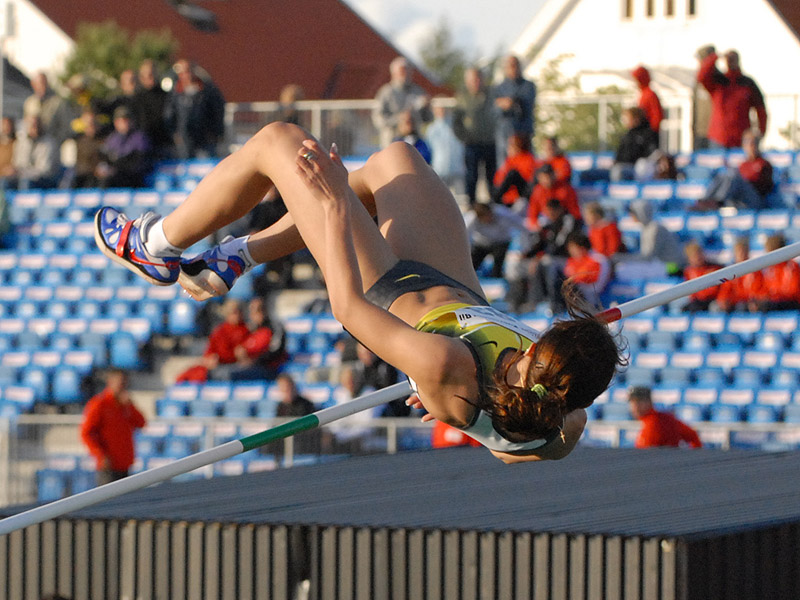
یک ورزشکار در حال اجرای تکنیک فازبری در المپیک ۲۰۰۴ آتن

ریچارد داگلاس فازبری (انگلیسی: Richard Douglas Fosbury) معروف به دیک فازبری (زادهٔ ۶ مارس ۱۹۴۷ – درگذشتهٔ ١٢ مارس ٢٠٢٣) یکی از تأثیرگذارترین ورزشکاران تاریخ دو و میدانی بود که رشتهٔ پرش ارتفاع را به کلی دگرگون کرد.
فازبری تکنیک جدید و کاملاً متفاوتی را برای پرش ارتفاع ابداع کرد که در زمان خود بسیار عجیب و حتی خنده‌دار به نظر می‌رسید. وی با این روش برندهٔ مدال طلای المپیک ۱۹۶۸ مکزیکوسیتی شد و در عرض چند سال تقریباً تمامی ورزشکاران پرش ارتفاع به تکنیک او روی آورده و امروزه در سطح اول پرش ارتفاع دنیا فقط از این روش معروف به «روش فازبری» استفاده می‌شود. روش او با دویدن سریع در مسیری اریب به سمت مانع آغاز می‌شود. در نزدیکی مانع مسیر دویدن قوسی‌شکل می‌شود و سپس ورزشکار از پشت به روی مانع می‌جهد.